# 단풍잎돼지풀
단풍잎돼지풀은 국화과에 속하는 한해살이풀이다. 북아메리카가 원산인 귀화식물이다.

## 특징
높이가 3m로 자라며 표면에 거친 털이 밀생한다. 마주나는 잎은 단풍잎처럼 3~5개로 깊게 갈라지고 잎 양면에 강모가 있다. 갈래조각은 피침형으로 가장자리에 톱니가 있으며 잎자루에 흰색의 털이 밀생한다.

## 사진

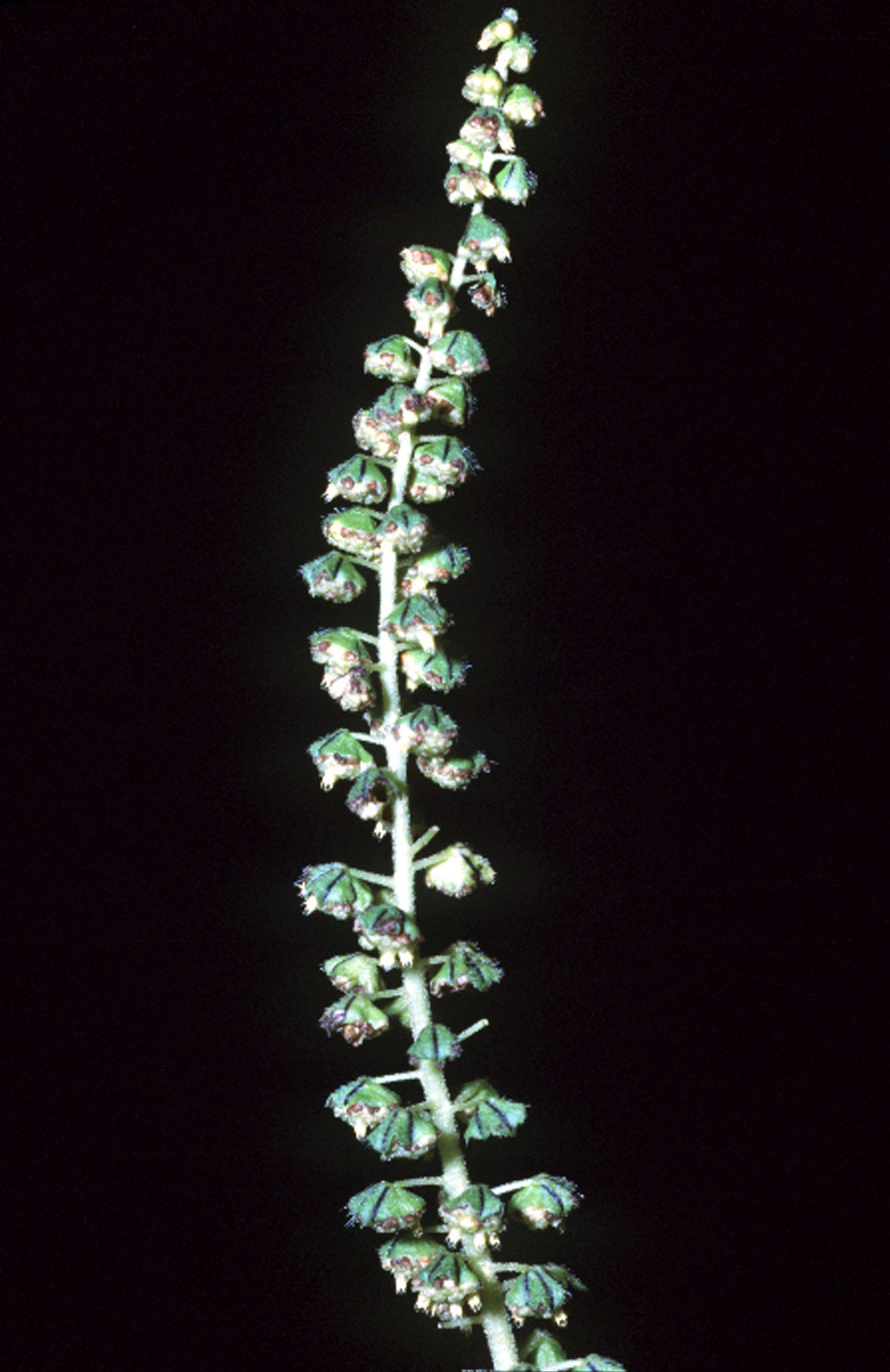
꽃
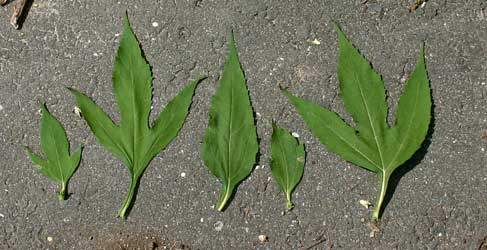
잎
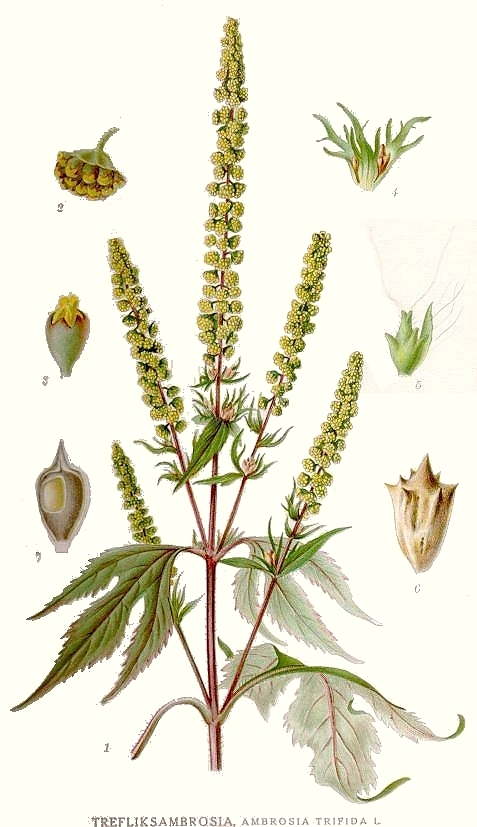

## 참조
1. ↑  Ambrosia trifisia. Flora of North America
2. ↑  식물 목록:단풍잎돼지풀